# Per-Axel Sverker
Per-Axel Sverker, född 1947, är en svensk teolog och bibellärare som varit verksam vid Örebro teologiska högskola.
Han har under många år varit lärare för blivande pastorer på olika frikyrkoseminarier med huvudsaklig inriktning på dogmatik och teologins historia. 
År 1999 blev Sverker teologie doktor i systematisk teologi vid Lunds universitet med avhandlingen Bibelsyn och frälsningslära i John Stotts teologi. Han har i olika sammanhang skrivit och föreläst om John Stotts teologi och verk, och gav 2021 ut boken Frälsningens ord till förändringens värld: bibel och evangelium i John Stotts teologi.